# Lijst van rijksmonumenten in Horn
De plaats Horn telt 13 inschrijvingen in het rijksmonumentenregister. Hieronder een overzicht.
| Object                                                                                              | Oorspronkelijke functie?  | Bouwjaar              | Architect | Locatie             | Coördinaten?                  | Nr.?   | Afbeelding        |
| --------------------------------------------------------------------------------------------------- | ------------------------- | --------------------- | --------- | ------------------- | ----------------------------- | ------ | ----------------- |
| De Welvaart                                                                                         | Industrie- en poldermolen | 1825                  |           | Molenweg 3          | 51° 12' 35" NB, 5° 56' 31" OL | 22630  | Meer afbeeldingen |
| Bakstenen boerderij van het hoftype                                                                 | Boerderij                 | eerste helft 19e eeuw |           | Posthuisweg 12      | 51° 12' 31" NB, 5° 56' 17" OL | 22631  | Meer afbeeldingen |
| De Hoop                                                                                             | Industrie- en poldermolen | 1817                  |           | Molenweg 26         | 51° 12' 38" NB, 5° 56' 30" OL | 22632  | Meer afbeeldingen |
| Kasteel Horn: hoofdonderdeel                                                                        | Kasteel, buitenplaats     | 1800-1900             |           | Kasteelstraat 6     | 51° 12' 29" NB, 5° 57' 6" OL  | 510029 | Meer afbeeldingen |
| Kasteel Horn: parkaanleg                                                                            | Tuin, park en plantsoen   | 1800-1900             |           | Kasteelstraat bij 6 | 51° 12' 29" NB, 5° 57' 6" OL  | 510031 | Meer afbeeldingen |
| Kasteel Horn: bijgebouwen, bestaand uit varkenschuur dienstwoning met schuur grote schuur en remise | Bijgebouwen kastelen enz. | 1700-1900             |           | Kasteelstraat bij 6 | 51° 12' 31" NB, 5° 57' 11" OL | 510032 | Upload foto       |
| Kasteel Horn: brug                                                                                  | Tuin, park en plantsoen   | 1850-1900             |           | Kasteelstraat bij 6 | 51° 12' 25" NB, 5° 57' 4" OL  | 510033 | Upload foto       |
| Kasteel Horn: pomp                                                                                  | Tuin, park en plantsoen   | 1750-1800             |           | Kasteelstraat bij 6 | 51° 12' 31" NB, 5° 57' 8" OL  | 510034 | Meer afbeeldingen |
| Kasteel Horn: muren                                                                                 | Tuin, park en plantsoen   | 1750-1900             |           | Kasteelstraat bij 6 | 51° 12' 32" NB, 5° 57' 13" OL | 510035 | Meer afbeeldingen |
| Kasteel Horn: poorten                                                                               | Tuin, park en plantsoen   | 1800-1900             |           | Kasteelstraat bij 6 | 51° 12' 26" NB, 5° 57' 17" OL | 510046 | Upload foto       |
| Kasteel Horn: tuinsieraden, te weten: tuinvaas ijzeren beeld 8 balusters druivenkas                 | Tuin, park en plantsoen   | 1700-1900             |           | Kasteelstraat bij 6 | 51° 12' 27" NB, 5° 57' 11" OL | 510047 | Upload foto       |
| Boskapel Sanatorium Hornerheide                                                                     | Kerk en kerkonderdeel     | 1927                  |           | Hornerheide bij 1   | 51° 13' 10" NB, 5° 55' 7" OL  | 517894 | Meer afbeeldingen |
| Lighuisje Sanatorium Hornerheide                                                                    | Gezondheidszorg           | 1928                  |           | Hornerheide bij 1   | 51° 13' 10" NB, 5° 55' 7" OL  | 517895 | Upload foto       |